# Salon, Dordogne
Salon là một xã, nằm ở tỉnh Dordogne vùng Aquitaine của Pháp. Xã này có diện tích 16,97 km², dân số năm 1999 là 234 người. Xã nằm ở khu vực có độ cao trung bình 148 m trên mực nước biển.

## Hành chính
| Danh sách các xã trưởng                |            |                 |      |         |
| Giai đoạn                              | Giai đoạn  | Tên             | Đảng | Tư cách |
| 1995                                   | đương chức | Michel Grellety | PS   | hưu trí |
| Tất cả các dữ liệu trước đây không rõ. |            |                 |      |         |

## Thông tin nhân khẩu
| Năm | 1962 | 1968 | 1975 | 1982 | 1990 | 1999 |
| --- | ---- | ---- | ---- | ---- | ---- | ---- |
| Dân số | 237  | 207  | 204  | 205  | 213  | 234  |
| From the year 1962 on: No double counting—residents of multiple communes (e.g. students and military personnel) are counted only once. |      |      |      |      |      |      |